# Награды Министерства обороны Российской Федерации
Ведомственные знаки отличия Министерства обороны Российской Федерации — ведомственные награды федерального органа исполнительной власти Российской Федерации — Министерства обороны.
Ведомственные знаки отличия Министерства обороны Российской Федерации являются формой признания особых личных заслуг, отличий по службе военнослужащих Вооружённых Сил Российской Федерации, безупречной и эффективной государственной гражданской службы, добросовестного исполнения трудовых обязанностей лицами гражданского персонала Вооружённых Сил Российской Федерации, а также оказания содействия в решении задач, возложенных на Вооружённые Силы Российской Федерации, другими гражданами Российской Федерации и иностранными гражданами.
По положению 2008 года, ведомственными знаками отличия считались медали Министерства обороны и другие знаки отличия Вооружённых Сил, в положениях о которых указана их принадлежность к ведомственным знакам отличия. 14 декабря 2017 года было принято новое положение, по которому ведомственными знаками отличия Министерства обороны являются только восемь медалей (в порядке старшинства): «За боевые отличия», «За воинскую доблесть», «За разминирование», «За укрепление боевого содружества», «За отличие в военной службе», «За трудовую доблесть», «Михаил Калашников» и «Участнику военной операции в Сирии», в положения и внешний вид которых были внесены некоторые изменения. Ошибочно бытует мнение, что награждение всеми прочими действовавшими до этого знаками отличия Министерства обороны отменено.
Однако приказ Министра обороны Российской Федерации от 14.12.2017 № 777 «О ведомственных знаках отличия Министерства обороны Российской Федерации» не отменяет ранее действовавшие ведомственные знаки отличия и не прекращает награждение ими, а лишь изменяет положение о ведомственных знаках отличия и порядок награждения.
Награждение медалями «За отличие в военной службе» 1-й и 2-й степеней, «За трудовую доблесть» и «Михаил Калашников» даёт право на присвоение звания «Ветеран труда».

## Оформление наград
Награды Министерства обороны Российской Федерации отличаются от наград других ведомств наличием на ленте наград оранжевого поля, занимающего левую половину всего поля ленты. В пространстве оранжевого поля с левой стороны наносятся чёрные полосы шириной 2 мм. Одна полоса для обозначения медалей Минобороны, две полосы для обозначения памятных знаков, юбилейных медалей (с 2016 года) и некоторых знаков отличия Минобороны. Также, лента с двумя чёрными полосами используется в оформлении наград Федерального управления по безопасному хранению и уничтожению химического оружия при Федеральном агентстве по промышленности — структуры, подчинённой Министерству обороны Российской Федерации.
Для отличия восьми медалей Министерства обороны дающих право на получение звания «Ветеран труда» (знаков отличия, учреждённых приказом МО РФ от 14.12.2017 года № 777) от других медалей Минобороны, геральдистами было изменено оформление ленты — оранжевое поле данных знаков отличия обрамляется чёрными полосами шириной 2 мм с обеих сторон.

## Порядок ношения
Порядок ношения наград Министерства обороны определён в приказе Министра обороны РФ от 09 октября 2020 года № 525 «Об утверждении Правил ношения военной формы одежды, знаков различия военнослужащих, ведомственных знаков отличия и иных геральдических знаков в Вооруженных Силах Российской Федерации и Порядка смешения предметов существующей и новой военной формы одежды в Вооруженных Силах Российской Федерации».

## Денежные выплаты награждённым
В соответствии с приказом Министра обороны Российской Федерации от 20 мая 2010 года № 500 «О единовременном поощрении отдельных категорий военнослужащих и лиц гражданского персонала Вооружённых Сил Российской Федерации», военнослужащим, проходящим военную службу по контракту в Вооружённых Силах Российской Федерации, при награждении медалями Минобороны России «За воинскую доблесть» выплачивалось единовременное денежное поощрение в размере 75 % должностного оклада.
В соответствии с пунктом 3 вышеназванного приказа, выплата единовременного поощрения осуществлялась на основании приказа командира (начальника) органа военного управления, соединения, воинской части, организации ВС России или военного комиссара, издаваемого в трёхдневный срок со дня поступления соответствующего приказа (выписки из приказа) Министра обороны Российской Федерации.
В декабре 2014 года этот приказ утратил силу.
Приказом Министра обороны Российской Федерации от 09 октября 2014 год № 725 дсп «Об утверждении Правил выплаты ежемесячной надбавки за особые достижения в службе военнослужащим Вооружённых Сил Российской Федерации проходящим военную службу по контракту», подпунктом 6 пункта 2 этих правил предусмотрена ежемесячная надбавка при награждении медалями Министерства обороны Российской Федерации:
- медалью «За боевые отличия» — 30 % должностного оклада;
- медалью «За разминирование» — 20 % должностного оклада;
- медалью «За воинскую доблесть» I степени — 20 % должностного оклада;
- медалью «За воинскую доблесть» II степени — 10 % должностного оклада.

Ежемесячная надбавка выплачивается в течение одного года со дня издания приказа Министра обороны Российской Федерации о награждении указанными медалями Министерства обороны Российской Федерации.

## Знаки отличия, учреждённые приказом от 14 декабря 2017 года № 777
Ведомственные знаки отличия Министерства обороны Российской Федерации, учреждённые приказом от 14 декабря 2017 года № 777, в порядке старшинства:
| Изображение | Название награды                                                        | Дата учреждения | Примечания |
| ----------- | ----------------------------------------------------------------------- | --------------- | ---------- |
|             | Медаль «За боевые отличия»                                              | 14 декабря 2017 |            |
|             | Медаль «За воинскую доблесть» двух степеней — I, II степени             | 14 декабря 2017 |            |
|             | Медаль «За разминирование»                                              | 14 декабря 2017 |            |
|             | Медаль «За укрепление боевого содружества»                              | 14 декабря 2017 |            |
|             | Медаль «За отличие в военной службе» трёх степеней — I, II, III степени | 14 декабря 2017 |            |
|             | Медаль «За трудовую доблесть»                                           | 14 декабря 2017 |            |
|             | Медаль «Михаил Калашников»                                              | 14 декабря 2017 |            |
|             | Медаль «Участнику военной операции в Сирии»                             | 14 декабря 2017 |            |

## Другие знаки отличия

### Медали Министерства обороны
| Изображение | Название награды | Дата учреждения               | Примечания                              |
| ----------- | --- | ----------------------------- | --------------------------------------- |
|             | Медаль «За отличие в военной службе» трёх степеней — I, II, III степени                                                                             | 27 марта 1995                 | Обновлена приказом от 14.12.2017 № 777  |
|             | Медаль «За укрепление боевого содружества» | 27 марта 1995                 | Обновлена приказом от 14.12.2017 № 777  |
|             | Медаль «За воинскую доблесть» двух степеней — I, II степени                                                                                         | 22 декабря 1999               | Обновлена приказом от 14.12.2017 № 777  |
|             | Медаль «Участнику марш-броска 12 июня 1999 г. Босния-Косово» двух степеней — I, II степени                                                          | 11 февраля 2000               | Упразднена 24 октября 2017              |
|             | Медаль «За усердие при выполнении задач инженерного обеспечения»                                                                                    | 18 июня 2000                  |                                         |
|             | Медаль «За разминирование» | 26 февраля 2002               | Обновлена приказом от 14.12.2017 № 777  |
|             | Медаль «За боевые отличия» | 31 марта 2003                 | Обновлена приказом от 14.12.2017 № 777  |
|             | Медаль «Генерал армии Хрулёв» | 10 июля 2004                  |                                         |
|             | Медаль «За службу в Военно-воздушных силах» | 13 августа 2004               | Упразднена 1 августа 2015               |
|             | Медаль «Генерал армии Маргелов» | 6 мая 2005                    |                                         |
|             | Медаль «Генерал-майор Александр Александров» | 2 августа 2005                |                                         |
|             | Медаль «Генерал армии Комаровский» | 2 мая 2006                    |                                         |
|             | Медаль «Генерал-полковник Дутов» | 7 ноября 2006                 |                                         |
|             | Медаль «За заслуги в ядерном обеспечении» | 27 июля 2007                  |                                         |
|             | Медаль «За службу в Железнодорожных войсках» | 14 августа 2007               |                                         |
|             | Медаль «За отличное окончание военного образовательного учреждения высшего профессионального образования Министерства обороны Российской Федерации» | 20 августа 2007               |                                         |
|             | Медаль «За службу в Космических войсках» | 11 сентября 2007              | Упразднена 1 августа 2015               |
|             | Медаль «За заслуги в увековечении памяти погибших защитников Отечества»                                                                             | 4 декабря 2007                |                                         |
|             | Медаль «За участие в военном параде в День Победы»                                                                                                  | 26 февраля 2010               |                                         |
|             | Медаль «Маршал артиллерии Е. В. Бойчук» | 4 сентября 2012               |                                         |
|             | Медаль «Стратегическое командно-штабное учение „Кавказ 2012“»                                                                                       | 14 сентября 2012              |                                         |
|             | Медаль «За службу в морской пехоте» | 3 ноября 2005 21 января 2013  |                                         |
|             | Медаль «За службу в подводных силах» | 10 марта 2006 21 января 2013  |                                         |
|             | Медаль «Адмирал Флота Советского Союза Н. Г. Кузнецов»                                                                                              | 27 января 2003 21 января 2013 |                                         |
|             | Медаль «Адмирал Флота Советского Союза С. Г. Горшков»                                                                                               | 27 января 2003 21 января 2013 |                                         |
|             | Медаль «За службу в морской авиации» | 19 июля 2013                  |                                         |
|             | Медаль «За отличие в службе в Сухопутных войсках»                                                                                                   | 31 июля 2013                  |                                         |
|             | Медаль «Участнику борьбы со стихией на Амуре» | 17 сентября 2013              |                                         |
|             | Медаль «За усердие в обеспечении безопасности дорожного движения»                                                                                   | 19 октября 2013               |                                         |
|             | Медаль «За службу в войсках радиоэлектронной борьбы»                                                                                                | 23 декабря 2013               |                                         |
|             | Медаль «За возвращение Крыма» | 21 марта 2014                 |                                         |
|             | Медаль «За морские заслуги в Арктике» | 22 марта 2014                 |                                         |
|             | Медаль «За службу в надводных силах» | 2 апреля 2014                 |                                         |
|             | Медаль «За отличие в учениях» | 5 апреля 2014                 |                                         |
|             | Медаль «За трудовую доблесть» | 5 июня 2000 5 апреля 2014     | Обновлена приказом от 14.12.2017 № 777  |
|             | Медаль «Михаил Калашников» | 5 апреля 2014                 | Обновлена приказом от 14.12.2017 № 777  |
|             | Медаль чемпионата мира «Танковый биатлон — 2014» трёх степеней — I, II, III место                                                                   | 7 мая 2014                    |                                         |
|             | Медаль «Художник Греков» | 30 мая 2014                   |                                         |
|             | Медаль «Маршал войск связи Пересыпкин» | 30 мая 2014                   |                                         |
|             | Медаль «За достижение в области развития инновационных технологий»                                                                                  | 1 августа 2014                |                                         |
|             | Медаль «Главный маршал авиации Кутахов» | 7 августа 2014                | Упразднена 1 августа 2015               |
|             | Медаль «За отличие в соревнованиях» трёх степеней — I, II, III место                                                                                | 18 сентября 2014              |                                         |
|             | Медаль «За заслуги в обеспечении законности и правопорядка»                                                                                         | 4 октября 2014                |                                         |
|             | Медаль «За заслуги в материально-техническом обеспечении»                                                                                           | 12 декабря 2014               |                                         |
|             | Медаль «За службу в Национальном центре управления обороной Российской Федерации»                                                                   | 12 декабря 2014               |                                         |
|             | Медаль «За участие в военном параде в ознаменование 70-летия Победы в Великой Отечественной войне 1941-1945 гг»                                     | 31 декабря 2014               | Упразднена приказом от 10.12.2018 № 716 |
|             | Медаль «Памяти героев Отечества» | 26 января 2015                |                                         |
|             | Медаль «За службу в воздушно-космических силах» | 1 августа 2015                |                                         |
|             | Медаль «Участнику военной операции в Сирии» | 30 ноября 2015                | Обновлена приказом от 14.12.2017 № 777  |
|             | Медаль «За освобождение Пальмиры» | 14 мая 2016                   |                                         |
|             | Медаль «За разминирование Пальмиры» | 16 мая 2016                   |                                         |
|             | Медаль «Ветеран Вооружённых сил Российской Федерации»                                                                                               | 24 ноября 2016                |                                         |
|             | Медаль «Маршал Советского Союза А. М. Василевский»                                                                                                  | 30 ноября 2016                |                                         |
|             | Медаль «Генерал армии Штеменко» | 10 апреля 2017                |                                         |
|             | Медаль «За участие в Главном военно-морском параде»                                                                                                 | 31 мая 2017                   |                                         |
|             | Медаль «5 лет на военной службе» | 7 сентября 2017               |                                         |
|             | Медаль «Участнику миротворческой операции» | 24 октября 2017               |                                         |
|             | Медаль «Генерал-лейтенант Ковалёв» | 19 января 2018                |                                         |
|             | Медаль «За заслуги в специальной деятельности» | 2 августа 2018                |                                         |
|             | Медаль «За усердие при выполнении задач радиационной, химической и биологической защиты»                                                            | 18 сентября 2018              |                                         |
|             | Медаль «Участнику манёвров войск (сил) „Восток-2018“»                                                                                               | 9 октября 2018                |                                         |
|             | Медаль «За достижения в военно-политической работе»                                                                                                 | 23 ноября 2018                |                                         |
|             | Медаль «За вклад в конгрессно-выставочную деятельность»                                                                                             | 13 декабря 2018               |                                         |
|             | Медаль «За вклад в развитие Армейских международных игр»                                                                                            | 8 февраля 2019                |                                         |
|             | Медаль «Участнику ликвидации последствий чрезвычайной ситуации на реке Бурея»                                                                       | 8 февраля 2019                |                                         |
|             | Медаль «За службу в Ракетных войсках стратегического назначения»                                                                                    | 28 марта 2019                 |                                         |
|             | Медаль «Главный маршал артиллерии Неделин» | 28 марта 2019                 |                                         |
|             | Медаль «За вклад в развитие международного военного сотрудничества»                                                                                 | 27 апреля 2019                |                                         |
|             | Медаль «Генерал-полковник Бызов» | 6 июля 2019                   |                                         |
|             | Медаль «За вклад в укрепление обороны Российской Федерации»                                                                                         | 4 сентября 2019               |                                         |
|             | Медаль «За вклад в реализацию государственной программы вооружения»                                                                                 | 4 сентября 2019               |                                         |
|             | Медаль «За отличие в финансовом обеспечении» | 13 сентября 2019              |                                         |
|             | Медаль «За участие в военном параде в ознаменование 75-летия Победы в Великой Отечественной войне 1941-1945 гг»                                     | 17 октября 2019               |                                         |
|             | Медаль «Маршал инженерных войск Шестопалов» | 19 декабря 2019               |                                         |
|             | Медаль «Генерал-лейтенант Карпинский» | 27 июля 2020                  |                                         |
|             | Медаль «За борьбу с пандемией COVID-19» | 3 сентября 2020               |                                         |
|             | Медаль «За заслуги в обеспечении безопасности полётов»                                                                                              | 29 сентября 2020              |                                         |
|             | Медаль «Генерал-лейтенант Белюсов» | 2 октября 2020                |                                         |
|             | Медаль «Генерал-полковник медицинской службы Смирнов»                                                                                               | 15 декабря 2020               |                                         |
|             | Медаль «За заслуги в информационном обеспечении» | 5 мая 2021                    |                                         |
|             | Медаль «Константин Симонов» | 5 мая 2021                    |                                         |
|             | Медаль «Генерал-лейтенант Павлов» | 5 мая 2021                    |                                         |
|             | Медаль «Генерал-полковник Никитин» | 30 июня 2021                  |                                         |
|             | Медаль «Участнику миротворческой операции в Нагорном Карабахе»                                                                                      | 27 октября 2021               |                                         |
|             | Медаль «Участнику специальной военной операции» | 10 августа 2022               |                                         |

### Юбилейные медали Министерства обороны
| Изображение | Название награды                                                                                        | Дата учреждения  | Примечания                |
| ----------- | --- | ---------------- | ------------------------- |
|             | Медаль «200 лет Министерству обороны»                                                                   | 30 августа 2002  |                           |
|             | Медаль «300 лет Балтийскому флоту»                                                                      | 16 мая 2003      |                           |
|             | Медаль «100 лет Военно-воздушным силам»                                                                 | 13 июля 2012     | Упразднена 1 августа 2015 |
|             | Медаль «200 лет дорожным войскам»                                                                       | 21 сентября 2012 |                           |
|             | Юбилейная медаль «В память 25-летия окончания боевых действий в Афганистане»                            | 17 декабря 2013  |                           |
|             | Медаль «100 лет штурманской службе Военно-воздушных сил»                                                | 24 марта 2016    |                           |
|             | Медаль «100 лет Московскому ВОКУ»                                                                       | 24 апреля 2017   |                           |
|             | Медаль «100 лет военной торговле»                                                                       | 7 марта 2018     |                           |
|             | Юбилейная медаль «100 лет Военно-воздушной академии имени профессора Н. Е. Жуковского и Ю. А. Гагарина» | 19 декабря 2019  |                           |
|             | Юбилейная медаль «200 лет Военной академии РВСН имени Петра Великого»                                   | 26 ноября 2020   |                           |
|             | Юбилейная медаль «100 лет Государственному летно-испытательному центру имени В. П. Чкалова»             | 10 марта 2021    |                           |
|             | Юбилейная медаль «100 лет Центральному спортивному клубу Армии»                                         | 10 марта 2021    |                           |

### Знаки отличия Министерства обороны
| Изображение                                      | Название награды | Дата учреждения              | Примечания |
| ------------------------------------------------ | --- | ---------------------------- | --- |
|                                                  | Знак отличия «Юридическая служба Вооружённых Сил Российской Федерации»                                                                                               | 31 января 2001               | |
|                                                  | Знак отличия «За заслуги» военнослужащих Сухопутных войск | 30 декабря 2001              | |
|                                                  | Знак отличия «За заслуги» военнослужащих Космических войск | 10 марта 2002                | Упразднён 1 августа 2015                                                                                          |
|                                                  | Знак отличия «За заслуги» военнослужащих Главного оперативного управления Генерального Штаба Вооружённых Сил                                                         | 16 ноября 2002               | |
|                                                  | Знак отличия «За заслуги» военнослужащих Главного управления кадров Министерства обороны Российской Федерации                                                        | 17 мая 2003                  | |
|                                                  | Знак отличия «За заслуги» военнослужащих Главного организационно-мобилизационного управления Генерального штаба Вооружённых Сил                                      | 3 августа 2003               | |
|                                                  | Знак отличия «За заслуги» воздушно-космических сил | 1 августа 2015               | Введён Приказом Министра обороны Российской Федерации от 1 августа 2015 г. № 470. Планка введена тем же Приказом. |
|                                                  | Знак отличия «За заслуги» военнослужащих Военно-воздушных сил | 13 августа 2004              | Упразднён 1 августа 2015                                                                                          |
|                                                  | Знак отличия «За заслуги» военнослужащих Воздушно-десантных войск | 6 мая 2005                   | |
|                                                  | Знак отличия «За заслуги» личного состава управления информации и общественных связей Министерства обороны                                                           | 2 ноября 2005                | |
|                                                  | Знак отличия «За заслуги в воспитательной работе» | 27 сентября 2007             | |
|                                                  | Знак отличия «За заслуги» военнослужащих войск радиоэлектронной борьбы                                                                                               | 23 декабря 2013              | |
|                                                  | Знак отличия «За заслуги» военнослужащих ВМФ | 3 ноября 2012                | |
|                                                  | Знак отличия «За заслуги» Главного управления международного военного сотрудничества                                                                                 | 17 июля 2012                 | |
|                                                  | Знак отличия «За заслуги» Главного автобронетанкового управления | 4 февраля 2014               | |
|                                                  | Знак отличия «За заслуги» военнослужащих инженерных войск | 30 октября 2015              | |
|                                                  | Знак отличия «За заслуги» военнослужащих железнодорожных войск | 14 августа 2007              | |
|                                                  | Знак отличия «За заслуги» Национального центра управления обороной Российской Федерации                                                                              | 12 декабря 2014              | |
|                                                  | Знак отличия «За заслуги» Управления Министерства обороны по работе с обращениями граждан                                                                            | 22 мая 2015                  | |
|                                                  | Знак отличия «За заслуги» Главного управления контрольной и надзорной деятельности Министерства обороны                                                              | 14 ноября 2015               | |
|                                                  | Знак отличия «За заслуги» Военной автомобильной инспекции Министерства обороны                                                                                       | 20 ноября 2015               | |
|                                                  | Знак отличия «За заслуги» Финансово-экономической службы Вооруженных Сил                                                                                             | 15 февраля 2016              | |
|                                                  | Знак отличия «За заслуги» Главного управления научно-исследовательской деятельности и технологического сопровождения передовых технологий                            | 23 марта 2016                | |
|                                                  | Знак отличия «За заслуги» Главного ракетно-артиллерийского управления Министерства обороны                                                                           | 30 мая 2016                  | |
|                                                  | Знак отличия «За заслуги» Ракетных Войск Стратегического Назначения                                                                                                  | 5 декабря 2016               | |
|                                                  | Знак отличия «За заслуги» Департамента культуры Министерства обороны                                                                                                 | 16 декабря 2016              | |
|                                                  | Знак отличия «За заслуги» Департамента жилищного обеспечения Министерства обороны                                                                                    | 11 января 2017               | |
|                                                  | Знак отличия «За заслуги» Управления государственного надзора за ядерной и радиационной безопасностью Министерства обороны                                           | 2017                         | |
|                                                  | Знак отличия «За заслуги» Восьмого управления Генерального штаба Вооруженных Сил Российской Федерации                                                                | 26 марта 2008                | |
|                                                  | Знак «За отличие» военнослужащих органов материально-технического обеспечения                                                                                        | 6 июня 2013                  | |
|                                                  | Знак «За отличие» военнослужащих Сухопутных войск | 30 декабря 2001              | |
|                                                  | Знак «За отличие» военнослужащих Военно-воздушных сил | 13 августа 2004              | Упразднён 1 августа 2015                                                                                          |
|                                                  | Знак «За отличие» Воздушно-космических Сил | 1 августа 2015               | Введён Приказом Министра обороны Российской Федерации от 1 августа 2015 г. № 470. Планка введена тем же Приказом. |
|                                                  | Знак «За отличие» Ракетных войск стратегического назначения | 12 мая 2006                  | |
|                                                  | Знак «За отличие» военнослужащих Воздушно-десантных войск | 6 мая 2005                   | |
|                                                  | Знак «За отличие» военнослужащих войск радиоэлектронной борьбы | 23 декабря 2013              | |
|                                                  | Знак «За отличие» военнослужащих ВМФ | 3 ноября 2012                | |
|                                                  | Знак «За отличие» Главного автобронетанкового управления | 4 февраля 2014               | |
|                                                  | Знак «За отличие» военнослужащих инженерных войск | 30 октября 2015              | |
|                                                  | Знак отличия «За отличие» военнослужащих железнодорожных войск | 14 августа 2007              | |
|                                                  | Знак отличия «За отличие» Специальной службы Вооружённых Сил (чёрный)                                                                                                | 12 декабря 1998              | |
|                                                  | Почётный знак «За отличие» Специальной службы Вооружённых Сил (красный)                                                                                              | 12 декабря 1998              | |
|                                                  | Знак отличия «За доблесть и усердие» 12-го главного управления Министерства обороны Российской Федерации                                                             | 14 февраля 2006              | |
|                                                  | Знак отличия военнослужащих Северо-Кавказского военного округа «За службу на Кавказе» для офицеров, прапорщиков и мичманов (золото)                                  | 17 августа 2001              | Упразднён 20 сентября 2010                                                                                        |
|                                                  | Знак отличия военнослужащих Северо-Кавказского военного округа «За службу на Кавказе» для солдат, матросов, сержантов и старшин, по призыву и по контракту (серебро) | 17 августа 2001              | Упразднён 20 сентября 2010                                                                                        |
|                                                  | Знак отличия военнослужащих Южного военного округа «За службу на Кавказе»                                                                                            | 18 сентября 2013             | |
|                                                  | Знак отличия офицеров Главного управления Генерального штаба Вооруженных Сил Российской Федерации                                                                    | 3 ноября 2005                | |
|                                                  | Знак отличия офицеров Тыла Вооруженных Сил | 16 января 2000               | |
|                                                  | Знак отличия офицеров Инженерных войск | 18 августа 2000              | |
|                                                  | Знак отличия военнослужащих военных представительств Министерства обороны Российской Федерации                                                                       | 23 марта 2001                | |
|                                                  | Знак отличия «За обеспечение экологической безопасности Вооруженных Сил Российской Федерации»                                                                        | 10 марта 2001                | |
|                                                  | Знак отличия «За боевое дежурство в Ракетных войсках стратегического назначения»                                                                                     | 9 июля 2000                  | |
|                                                  | Знак отличия «За боевое дежурство по противовоздушной обороне» | 13 августа 2004              | Упразднён 1 августа 2015                                                                                          |
|                                                  | Знак отличия «За боевое дежурство по противовоздушной обороне» | 1 августа 2015               | Введён Приказом Министра обороны Российской Федерации от 1 августа 2015 г. № 470. Планка введена тем же Приказом. |
|                                                  | Знак отличия «За дальний поход» Надводные корабли | 31 марта 1996                | |
|                                                  | Знак отличия «За дальний поход» Подводные лодки | 31 марта 1996                | |
|                                                  | Знак отличия «Отличник военного строительства» | 7 июля 1999                  | |
|                                                  | Знак отличия «За службу в морской пехоте» двух степеней — I, II степени                                                                                              | 24 июля 2001                 | |
|                                                  | Знак отличия «Главный маршал артиллерии Неделин» | 7 апреля 1998                | Упразднён в 2019 г.                                                                                               |
|                                                  | Знак отличия «За службу в Ракетных войсках стратегического назначения»                                                                                               | 4 декабря 1998               | Упразднён в 2019 г.                                                                                               |
| Примечание: на знаке неофициальный вариант ленты | Знак отличия «За службу в военной разведке» | 18 июня 1998                 | |
|                                                  | Знак отличия «За образцовую эксплуатацию бронетанковой техники и вооружения»                                                                                         | 14 ноября 1999 9 апреля 2014 | Первоначально учреждён как знак отличия «За службу в танковых войсках». Обновлён приказом от 9.04.2014 № 227      |
|                                                  | Знак отличия «За образцовую эксплуатацию автомобильной техники» | 14 ноября 1999 9 апреля 2014 | Обновлён приказом от 9.04.2014 № 227                                                                              |
|                                                  | Знак отличия «За создание бронетанкового вооружения и техники» | 14 ноября 1999 9 апреля 2014 | Обновлён приказом от 9.04.2014 № 227                                                                              |
|                                                  | Знак отличия «За создание автомобильной техники» | 14 ноября 1999 9 апреля 2014 | Обновлён приказом от 9.04.2014 № 227                                                                              |
|                                                  | Знак отличия «За отличие в поисковом движении» трёх степеней — I, II, III степени                                                                                    | 4 декабря 2007               | |
|                                                  | Знак отличия «Ветеран гидрометеорологической службы вооруженных сил РФ»                                                                                              | 8 августа 2005               | |
|                                                  | Знак отличия «За службу в военной разведке Воздушно-десантных войск»                                                                                                 | 14 октября 2014              | |
|                                                  | Знак отличия «Подводник-гидронавт» | 9 октября 2015               | |
|                                                  | Знак отличия «Лучший молодой ученый» трёх степеней — I, II, III степени                                                                                              | 18 июня 2017                 | |
|                                                  | Знак отличия «Отличник ракетных войск и артиллерии» | 16 ноября 2012               | |
|                                                  | Знак отличия «Отличник войск радиоэлектронной борьбы» | 23 декабря 2013              | |
|                                                  | Знак отличия «Отличник Военно-Морского Флота» | 2 апреля 2014                | |
|                                                  | Знак отличия «Отличник специального обеспечения» | 2 июля 2014                  | |
|                                                  | Знак отличия «Отличник военной разведки» | 18 июля 2014                 | |
|                                                  | Знак отличия «Отличник караульной службы» | 19 мая 2015                  | |
|                                                  | Знак отличия «Отличник автобронетанковой службы» | 14 сентября 2015             | |
|                                                  | Знак отличия «Отличник войск связи» | 13 сентября 2016             | |
|                                                  | Знак отличия «Отличник Железнодорожных Войск» | 23 января 2017               | |

### Премии и конкурсы Министерства обороны
| Изображение | Название награды | Дата учреждения | Примечания |
| ----------- | --- | --------------- | ---------- |
|             | Нагрудный знак лауреата всероссийского литературного конкурса имени генералиссимуса А. В. Суворова                                                                                    | январь 2002     |            |
|             | Почётный знак лауреата премии Правительства Российской Федерации за значительный вклад в развитие Военно-воздушных сил (Введён приказом Министра обороны от 12 ноября 2012 г. № 3505) | 12 ноября 2012  |            |
|             | Нагрудный знак лауреата премии Министерства обороны Российской Федерации в области культуры и искусства                                                                               | 21 ноября 2015  |            |
|             | Нагрудный знак лауреата премии Министра обороны Российской Федерации «За лучшую научную работу» трёх степеней — I, II, III степени                                                    | 30 июля 2013    |            |

### Памятные знаки Министерства обороны
| Изображение | Название награды | Дата учреждения  | Примечания |
| ----------- | --- | ---------------- | --- |
|             | Памятный знак «Министра обороны Российской Федерации»                                                                 | 14 апреля 1999   | |
|             | Памятный знак начальника Генерального Штаба Вооруженных Сил Российской Федерации"                                     | 6 августа 1999   | |
|             | Памятный знак главнокомандующего Военно-воздушными силами                                                             | 13 августа 2004  | Упразднён 1 августа 2015                                                                                          |
|             | Памятный знак командующего Космическими войсками                                                                      | 11 сентября 2007 | Упразднён 1 августа 2015                                                                                          |
|             | Памятный знак главнокомандующего Воздушно-космическими сил                                                            | 1 августа 2015   | Введён Приказом Министра обороны Российской Федерации от 1 августа 2015 г. № 470. Планка введена тем же Приказом. |
|             | Памятный знак главнокомандующего Сухопутными войсками                                                                 | 12 августа 2013  | |
|             | Памятный знак главнокомандующего Военно-Морским Флотом                                                                | 11 марта 2012    | |
|             | Памятный знак Командующего Железнодорожными войсками                                                                  | 14 августа 2007  | |
|             | Памятный знак Начальника Главного автобронетанкового управления                                                       | 11 июня 2014     | |
|             | Памятный знак «Противовоздушная оборона России»                                                                       | 10 апреля 2005   | |
|             | Памятный знак «Константиновский знак»                                                                                 | 20 декабря 2005  | |
|             | Памятный знак «100 лет генерал-майору Борису Александрову»                                                            | 6 октября 2005   | |
|             | Памятный знак «300-лет морской пехоты»                                                                                | 3 ноября 2005    | |
|             | Памятный знак «100 лет Подводным силам России»                                                                        | 11 марта 2006    | |
|             | Памятный знак «50 лет космической эры»                                                                                | 11 сентября 2007 | Упразднён 1 августа 2015                                                                                          |
|             | Памятный знак «Николай Римский-Корсаков»                                                                              | 31 января 2008   | |
|             | Памятный знак «200 лет Военно-топографическому управлению Генерального штаба»                                         | 18 ноября 2011   | |
|             | Памятный знак «50 летие роты почетного караула Военной комендатуры Москвы»                                            | 11 мая 2006      | |
|             | Памятный знак «200 лет Военно-научному комитету Вооруженных Сил Российской Федерации»                                 | 30 декабря 2011  | |
|             | Памятный знак «За службу в органах военных сообщений»                                                                 | 12 марта 2008    | |
|             | Памятный знак «250 лет Генеральному штабу»                                                                            | 14 января 2013   | |
|             | Памятный знак "50 лет Главному организационно-мобилизационному управлению Генерального штаба "                        | 13 февраля 2014  | |
|             | Памятный знак «150 лет Западному военному округу»                                                                     | 19 августа 2014  | |
|             | Памятный знак «100 лет противовоздушной оборонe»                                                                      | 14 ноября 2014   | Упразднён 1 августа 2015                                                                                          |
|             | Памятный знак «100 лет войсковой противовоздушной обороне»                                                            | 25 сентября 2015 | |
|             | Памятный знак «Участнику разминирования в Чеченской Республике и Республике Ингушетия»                                | 4 апреля 2015    | |
|             | Памятный знак «50 лет Главному управлению глубоководных исследований»                                                 | 9 октября 2015   | |
|             | Памятный знак «100 лет гидрометеорологической службе Вооруженных сил»                                                 | 30 октября 2015  | |
|             | Памятный знак «100 лет Константину Симонову»                                                                          | 13 ноября 2015   | |
|             | Памятный знак «За участие в конгрессно-выставочной деятельности»                                                      | 13 декабря 2018  | |
|             | Памятный знак «100 лет Главному разведывательному управлению Генерального штаба Вооруженных Сил Российской Федерации» |                  | |
|             | Памятный знак «200 лет Министерству обороны»                                                                          | 30 августа 2002  | |
|             | Памятный знак «300 лет Тылу Вооруженных Сил»                                                                          | 8 ноября 1999    | |
|             | Памятный знак «300 лет инженерным войскам России»                                                                     | 23 сентября 1996 | |
|             | Памятный знак «300 лет вещевой службе Вооруженных Сил»                                                                | 14 февраля 2000  | |
|             | Памятный знак «300 лет продовольственной службе»                                                                      | 18 февраля 2000  | |

### Почётная грамота Министерства обороны
| Изображение | Название награды                                             | Дата учреждения | Примечания |
| ----------- | ------------------------------------------------------------ | --------------- | ---------- |
|             | «Почетная грамота министерства обороны Российской Федерации» | 10 апреля 2017  |            |

### Полковая (корабельная) чаша Министерства обороны
| Изображение | Название награды                                                        | Дата учреждения  | Примечания                                                    |
| ----------- | ----------------------------------------------------------------------- | ---------------- | ------------------------------------------------------------- |
|             | «Полковая (корабельная) чаша Министерства обороны Российской Федерации» | 29 сентября 2018 | является формой коллективного поощрения воинских формирований |

## Награды подведомственных федеральных органов исполнительной власти

### Награды Федерального управления по безопасному хранению и уничтожению химического оружия
| Изображение | Название награды | Дата учреждения  | Примечания |
| ----------- | --- | ---------------- | ---------- |
|             | Почётный знак «За выдающиеся заслуги и личный вклад в области химического разоружения»                                                      | 8 октября 2007   |            |
|             | Знак отличия «За успешное завершение уничтожения отравляющих веществ на объекте»                                                            | 10 сентября 2015 |            |
|             | Медаль «За активное участие в уничтожении химического оружия»                                                                               | 1 сентября 2009  |            |
|             | Медаль «За вклад в химическое разоружение»                                                                                                  | 1 сентября 2009  |            |
|             | Медаль «За содружество в области химического разоружения»                                                                                   | 15 октября 2007  |            |
|             | Медаль «Ветеран химического разоружения» | 23 марта 2012    |            |
|             | Юбилейная медаль «15 лет федеральному управлению по безопасному хранению и уничтожению химического оружия»                                  | 15 октября 2007  |            |
|             | Юбилейная медаль «20 лет федеральному управлению по безопасному хранению и уничтожению химического оружия»                                  | 23 марта 2012    |            |
|             | Юбилейная медаль «25 лет федеральному управлению по безопасному хранению и уничтожению химического оружия»                                  | 5 мая 2017       |            |
|             | Юбилейная медаль «15 лет научно-исследовательскому центру федерального управления по безопасному хранению и уничтожению химического оружия» | 2016             |            |
|             | Знак отличия «За доблесть при хранении и уничтожении химического оружия» трёх степеней — I, II, III степени                                 | 4 августа 2006   |            |
|             | Знак отличия «За заслуги в уничтожении химического оружия» трёх степеней — I, II, III степени                                               | 24 июля 2004     |            |
|             | Знак отличия «За заслуги в развитии спорта»                                                                                                 | 18 апреля 2014   |            |
|             | Памятный знак «Генерал-полковник Пикалов»                                                                                                   | 4 августа 2006   |            |

### Награды Федеральной службы по военно-техническому сотрудничеству
| Изображение | Название награды                                                                 | Дата учреждения | Примечания |
| ----------- | -------------------------------------------------------------------------------- | --------------- | ---------- |
|             | Медаль «За отличие»                                                              | 2 февраля 2011  |            |
|             | Памятный знак директора Федеральной службы по военно-техническому сотрудничеству | 2 февраля 2011  |            |
|             | Знак отличия «За заслуги в области военно-технического сотрудничества»           | 2 февраля 2011  |            |

### Награды Федеральной службы по техническому и экспортному контролю
| Изображение | Название награды                                                            | Дата учреждения | Примечания |
| ----------- | --------------------------------------------------------------------------- | --------------- | ---------- |
|             | Знак отличия «За заслуги в защите информации»                               | 14 октября 2005 |            |
|             | Медаль «За укрепление государственной системы защиты информации» I степени  | 14 октября 2005 |            |
|             | Медаль «За укрепление государственной системы защиты информации» II степени | 14 октября 2005 |            |
|             | Нагрудный знак «Почётный сотрудник ФСТЭК России»                            | 14 октября 2005 |            |

### Награды Федеральной службы по оборонному заказу (Рособоронзаказа)
| Изображение | Название награды                                       | Дата учреждения | Примечания                                                          |
| ----------- | ------------------------------------------------------ | --------------- | ------------------------------------------------------------------- |
|             | Медаль «За усердие»                                    | 8 ноября 2007   | Упразднена 1 января 2015 года в связи с ликвидацией Рособоронзаказа |
|             | Медаль «За отличие»                                    | 9 марта 2006    | Упразднена 1 января 2015 года в связи с ликвидацией Рособоронзаказа |
|             | Знак отличия «За безупречную службу в Рособоронзаказе» | 9 марта 2006    | Упразднён 1 января 2015 года в связи с ликвидацией Рособоронзаказа  |
|             | Нагрудный знак «Почётный работник Рособоронзаказа»     | 9 марта 2006    | Упразднён 1 января 2015 года в связи с ликвидацией Рособоронзаказа  |

### Награды Федерального агентства по поставкам вооружения, военной, специальной техники и материальных средств (Рособоронпоставки)
| Изображение | Название награды                                     | Дата учреждения | Примечания                                                           |
| ----------- | ---------------------------------------------------- | --------------- | -------------------------------------------------------------------- |
|             | Знак отличия «За отличие» I степени                  | 31 октября 2013 | Упразднён 1 января 2015 года в связи с ликвидацией Рособоронпоставки |
|             | Знак отличия «За отличие» II степени                 | 31 октября 2013 | Упразднён 1 января 2015 года в связи с ликвидацией Рособоронпоставки |
|             | Знак отличия «За отличие» III степени                | 31 октября 2013 | Упразднён 1 января 2015 года в связи с ликвидацией Рособоронпоставки |
|             | Знак отличия «За содействие»                         | 31 октября 2013 | Упразднён 1 января 2015 года в связи с ликвидацией Рособоронпоставки |
|             | Нагрудный знак «Почётный работник Рособоронпоставки» | 31 октября 2013 | Упразднён 1 января 2015 года в связи с ликвидацией Рособоронпоставки |

### Награды Федеральной службы железнодорожных войск
| Изображение | Название награды                                                  | Дата учреждения | Примечания                                                     |
| ----------- | ----------------------------------------------------------------- | --------------- | -------------------------------------------------------------- |
|             | Медаль «За отличие в службе»                                      | 4 февраля 1999  | Упразднена 9 марта 2004 года в связи с ликвидацией ФСЖВ России |
|             | Медаль «За доблесть» двух степеней — I, II степени                | 10 апреля 2001  | Упразднена 9 марта 2004 года в связи с ликвидацией ФСЖВ России |
|             | Юбилейная медаль «150 лет железнодорожным войскам России»         | 23 августа 2000 | Упразднена 9 марта 2004 года в связи с ликвидацией ФСЖВ России |
|             | Медаль «За безупречную службу» трёх степеней — I, II, III степени | 4 февраля 1999  | Упразднена 9 марта 2004 года в связи с ликвидацией ФСЖВ России |
|             | Знак «Ветеран Железнодорожных войск»                              | 1 июня 1998     | Упразднён 9 марта 2004 года в связи с ликвидацией ФСЖВ России  |

### Награды Федерального агентства специального строительства
| Изображение | Название награды                                                                             | Дата учреждения | Примечания                                                              |
| ----------- | -------------------------------------------------------------------------------------------- | --------------- | ----------------------------------------------------------------------- |
|             | Почётный знак «За заслуги в области специального строительства»                              | июнь 2010       | Упразднена 27 сентября 2017 года в связи с ликвидацией Спецстроя России |
|             | Медаль «За отличие в службе»                                                                 | 22 февраля 2001 | Упразднена 27 сентября 2017 года в связи с ликвидацией Спецстроя России |
|             | Медаль «За трудовую доблесть»                                                                | 4 июня 2014     | Упразднена 27 сентября 2017 года в связи с ликвидацией Спецстроя России |
|             | Медаль «За безупречную службу» трёх степеней — I, II, III степени                            | 22 февраля 2001 | Упразднена 27 сентября 2017 года в связи с ликвидацией Спецстроя России |
|             | Медаль «50 лет Спецстрою России»                                                             | 27 октября 2000 | Упразднена 27 сентября 2017 года в связи с ликвидацией Спецстроя России |
|             | Медаль «55 лет Спецстрою России»                                                             | 17 октября 2005 | Упразднена 27 сентября 2017 года в связи с ликвидацией Спецстроя России |
|             | Медаль «60 лет Спецстрою России»                                                             | октябрь 2010    | Упразднена 27 сентября 2017 года в связи с ликвидацией Спецстроя России |
|             | Медаль «65 лет Спецстрою России»                                                             | 24 февраля 2016 | Упразднена 27 сентября 2017 года в связи с ликвидацией Спецстроя России |
|             | Медаль «40 лет ВТУ при Спецстрое России»                                                     | 19 апреля 2007  | Упразднена 27 сентября 2017 года в связи с ликвидацией Спецстроя России |
|             | Медаль «65 лет ВЭВУС при Спецстрое России»                                                   | 19 апреля 2007  | Упразднена 27 сентября 2017 года в связи с ликвидацией Спецстроя России |
|             | Памятный Знак «Директора Федеральной службы специального строительства Российской Федерации» | 21 ноября 2000  | Упразднён 27 сентября 2017 года в связи с ликвидацией Спецстроя России  |
|             | Знак отличия «Отличник Спецстроя России»                                                     | 10 марта 2000   | Упразднён 27 сентября 2017 года в связи с ликвидацией Спецстроя России  |
|             | Знак «Ветеран Спецстроя России»                                                              | 10 марта 2000   | Упразднён 27 сентября 2017 года в связи с ликвидацией Спецстроя России  |